# Maria Skokowska
Maria Skokowska (Skakowska), ros. Мария Вячеславовна Скоковская (Скaковская) (ur. 2 marca 1878 w Irkucku, zm. 10 grudnia 1937 w Moskwie) – polska działaczka rewolucyjna, radziecki funkcjonariusz służb specjalnych.
Ukończyła gimnazjum w Irkucku. Zaangażowała się w działalność rewolucyjną. W 1898 r. wyjechała do Genewy. W 1899 r. przeniosła się do Paryża, gdzie studiowała filologię na Sorbonie. Nazwiązała kontakty z francuskimi komunistami-anarchistami. W 1904 r., z powodu wybuchu wypadków rewolucyjnych, powróciła do Rosji, biorąc aktywny udział w wiecach, demonstracjach itp. Po upadku rewolucji z powrotem wyjechała do Paryża. W 1908 r. rozpoczęła współpracę z młodoturkami. Przybyła do Konstantynopola, gdzie wzięła udział w rewolucji tureckiej. W kolejnych latach odbywała liczne podróże na Bałkany, Bliski Wschód i ponownie do Turcji, nawiązując kontakty z miejscowymi rewolucjonistami. W 1910 r. współuczestniczyła w rozpoczęciu wydawania w Konstantynopolu pisma „Stambulskije nowosti”, pierwszej tureckiej gazety w języku rosyjskim. Jednakże z powodu sprzeciwu władz carskiej Rosji pismo zostało wkrótce zamknięte. Maria Skokowska zaangażowała się wówczas w działalność międzynarodowej grupy socjaldemokratycznej, grupującej Rosjan, Bułgarów, Macedończyków, mieszkańców Kaukazu i Ukraińców, na czele której stał jej mąż Dżelal A. Korkmasow. Zajmowała się przewożeniem materiałów propagandowych i łącznością ze strukturami grupy w różnych krajach. Jednocześnie nauczała w Szkole Nauk Politycznych w Konstantynopolu. W 1912 r., w związku z mającym nastąpić aresztowaniem, ponownie zamieszkała w Paryżu. Założyła tam pensję i restaurację, kontynuując działalność rewolucyjną. Utrzymywała kontakty z rosyjską misją wojskową. Od stycznia 1917 r. do stycznia 1918 r. kierowała rosyjską sekcją Międzyzwiązkowego Biura przy ministerstwie wojny władz francuskich, uzyskując dostęp do informacji wywiadowczych. W 1921 r. została zwerbowana przez rezydenta Razwiedupra w Paryżu. Po wykryciu siatki szpiegowskiej przez policję francuską na przełomie sierpnia/września 1923 r. przeniosła się do Berlina. Otrzymała tam propozycję kierowania nielegalną działalnością wywiadowczą w Warszawie, na co początkowo się nie zgodziła. Po odbyciu podróży po Polsce, odwiedzeniu swoich krewnych i otrzymaniu polskiego obywatelstwa udała się do Moskwy, gdzie do propozycji objęcia rezydentury Razwiedupra przekonał ją ostatecznie Józef Unszlicht. Po przybyciu do Warszawy zorganizowała siatkę szpiegowską, sięgającą do polskich instytucji rządowych, wojskowych i parlamentu. Na pocz. lipca 1925 r. Maria Skokowska została jednak aresztowana przez Policję Państwową. Po procesie została skazana na karę 4 lat więzienia. Na pocz. stycznia 1928 r. na granicznej stacji kolejowej Kołosowo została wymieniona na grupę Polaków aresztowanych w ZSRR. Po powrocie do Moskwy objęła funkcję sekretarza naukowego w Radzie Narodów ZSRR. We wrześniu 1937 r. została aresztowana przez NKWD. Po procesie skazano ją na karę śmierci wykonaną przez rozstrzelanie 10 grudnia tego roku.